# Fani Madida
Fani Tommy Madida (Newcastle, 7 dicembre 1966) è un ex calciatore sudafricano, di ruolo attaccante.

## Palmarès

### Club

#### Competizioni nazionali
- Coppa del Sudafrica: 2

Kaizer Chiefs: 1987, 1992
- National Soccer League: 2

Kaizer Chiefs: 1991, 1992
- Coppa di Turchia: 1

Beşiktaş: 1993-1994
- Campionato turco: 1

Beşiktaş: 1994-1995